# Christopher Hewetson

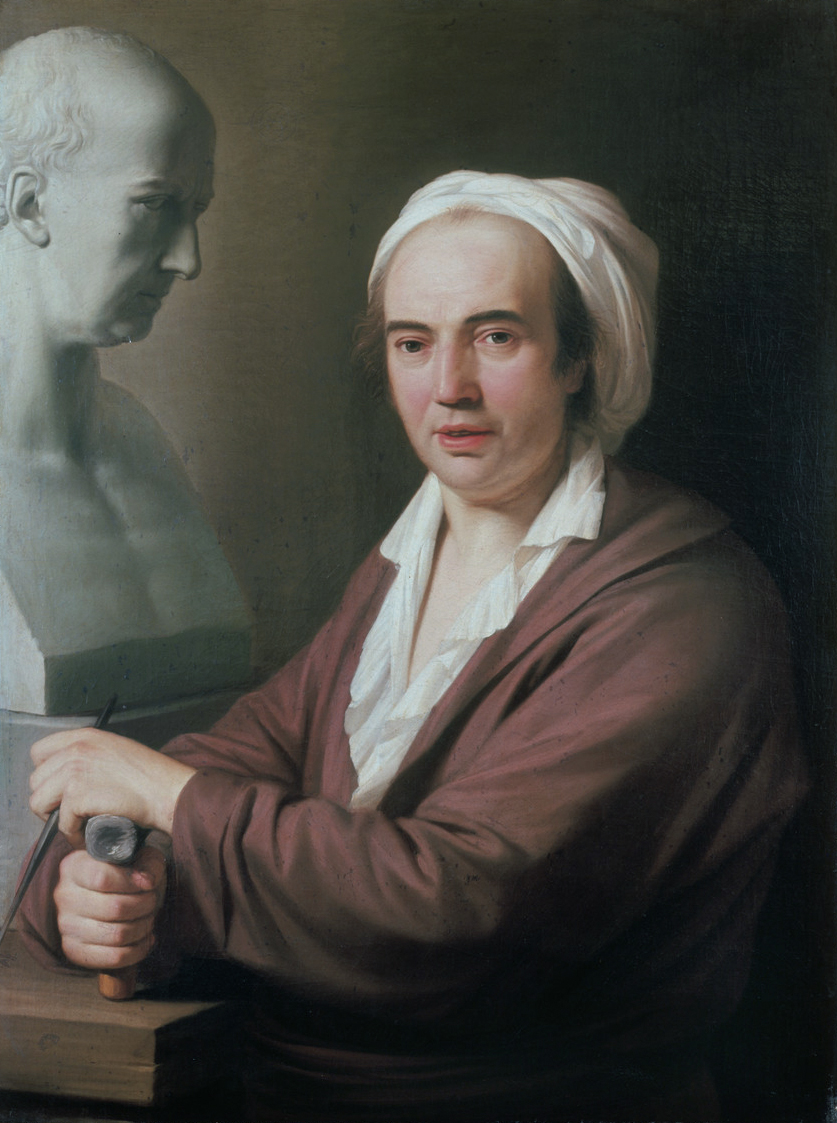
Christopher Hewetson (1739–1798) (Stefano Tofanelli, um 1784)

Christopher Hewetson (Christophorus Hewtson Hibernus, Christophoro irlandese) (* um 1739 in Thomastown, County Kilkenny; † 1798 in Rom) war ein irischer Bildhauer, der ab 1765 in Rom wirkte.

## Leben
Er war der dritte Sohn des Christopher Hewetson, Esq., of Thomastown and Dangan (Kilkenny) und seiner zweiten Frau Elizabeth, der Tochter von Thomas Hewetson, Esq., of Cloughsutton, County Carlow. Sein Urururgroßvater war Rev. Christopher Hewetson (um 1525), der Vikar von Swords.
Er besuchte das Kilkenny College und studierte in Dublin, wohl unter John van Nost der Jüngere.
Hier war 1758 der Provost des Trinity College Richard Baldwin verstorben und hatte der Universität 80.000 Pfund hinterlassen.
1765 ging er (ebenso wie der amerikanische Maler Henry Benbridge) zur weiteren Ausbildung nach Rom.
Hier gehörte er dem Kreis um Anton Raphael Mengs und Azara an.
Befreundet war er mit Giovanni Pichler.
Für sein Hauptwerk, das zwischen 1772 und 1781 in neunjähriger Arbeit geschaffene und 1784 aufgestellte, 9 Fuß hohe Marmorgrabmal des Provosten Richard Baldwin für das Trinity College erhielt er tausend Pfund, zzgl. 500 Pfund für den Transport. 1786 stellte er auf der Royal Academy die Büste (Nr. 531) des schottischen Malers Gavin Hamilton (1723–1798) aus. Er fertigte 1788 auch die Leibniz-Büste, die 1789 im Hause August Wilhelm Rehbergs ausgestellt wurde. Sie kam sodann in den Leibniztempel, wo sie später durch eine Kopie ersetzt wurde.
1790 war er nochmals Aussteller auf der Royal Academy mit seiner Büste Nr. 520.
Bestattet ist er auf dem Protestantischen Friedhof in Rom.

## Weitere Arbeiten
- 1772: Büste William Henry, Duke of Gloucester and Edinburgh, Windsor Castle
- 1773: Bronzebüste José Nicolás de Azara, Bibl. Mazarine, Paris
- 1779: Grabmal für Martha Swinburne, San Tommaso di Canterbury, Rom
- 1782: Büste Anton Raphael Mengs, 1922 im Kunsthandel, Verbleib unbekannt
- 1783: Büsten der Friederike Sophie von Inn- und Knyphausen geb. von Wreech, verw. Gfn. Dönhoff (1732–1784), Marmorkopie des Gipsoriginals 1924 auf Schloss Tamsel bei Küstrin und ihres Gemahls des Freiherrn Dodo Heinrich von Innhausen und Knyphausen (1729–1789), beide Büsten bis 1945 im Schloss Tamsel
- 1784: Büste der Großfürstin Paul von Russland, der vormaligen Zarin Maria Feodorowna, Schloss Gattschina, Russland
- 1787: Grabmal für Kardinal Giovanni Battista Rezzonico, den Bruder von Papst Clemens XIII., San Nicola in Carcere, Rom
- 1794: Büste des Grafen Anton Günther von Oldenburg (reg. 1603–1667), weißer Marmor (Bestandteil des Kenotaphs für den Grafen), Vestibül der ev.-luth. St.-Lamberti-Kirche Oldenburg.[5]
- 1797: Büste Giovanni Pichlers, Museo Capitolino, Rom
- vor 1799: Büste Angelika Kauffmann, Pfarrkirche in Schwarzenberg (Vorarlberg)

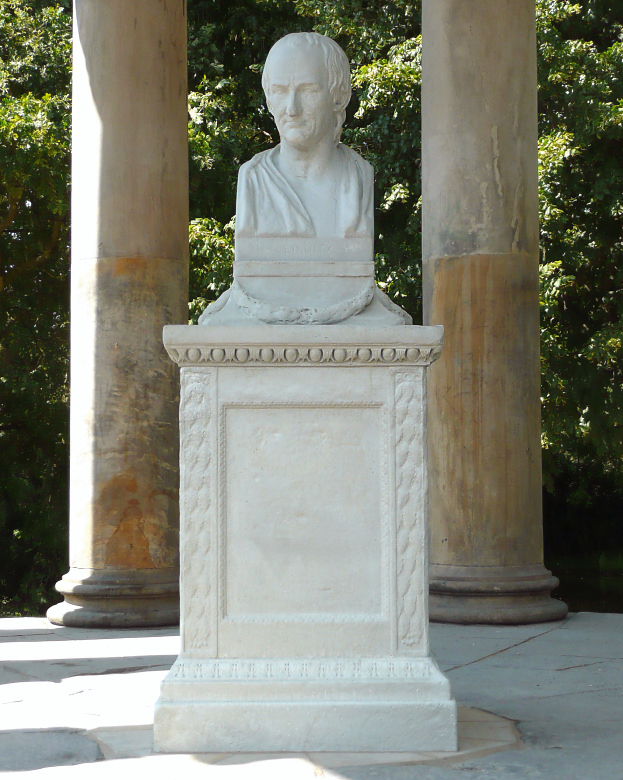
Leibniz-Büste (Kopie)
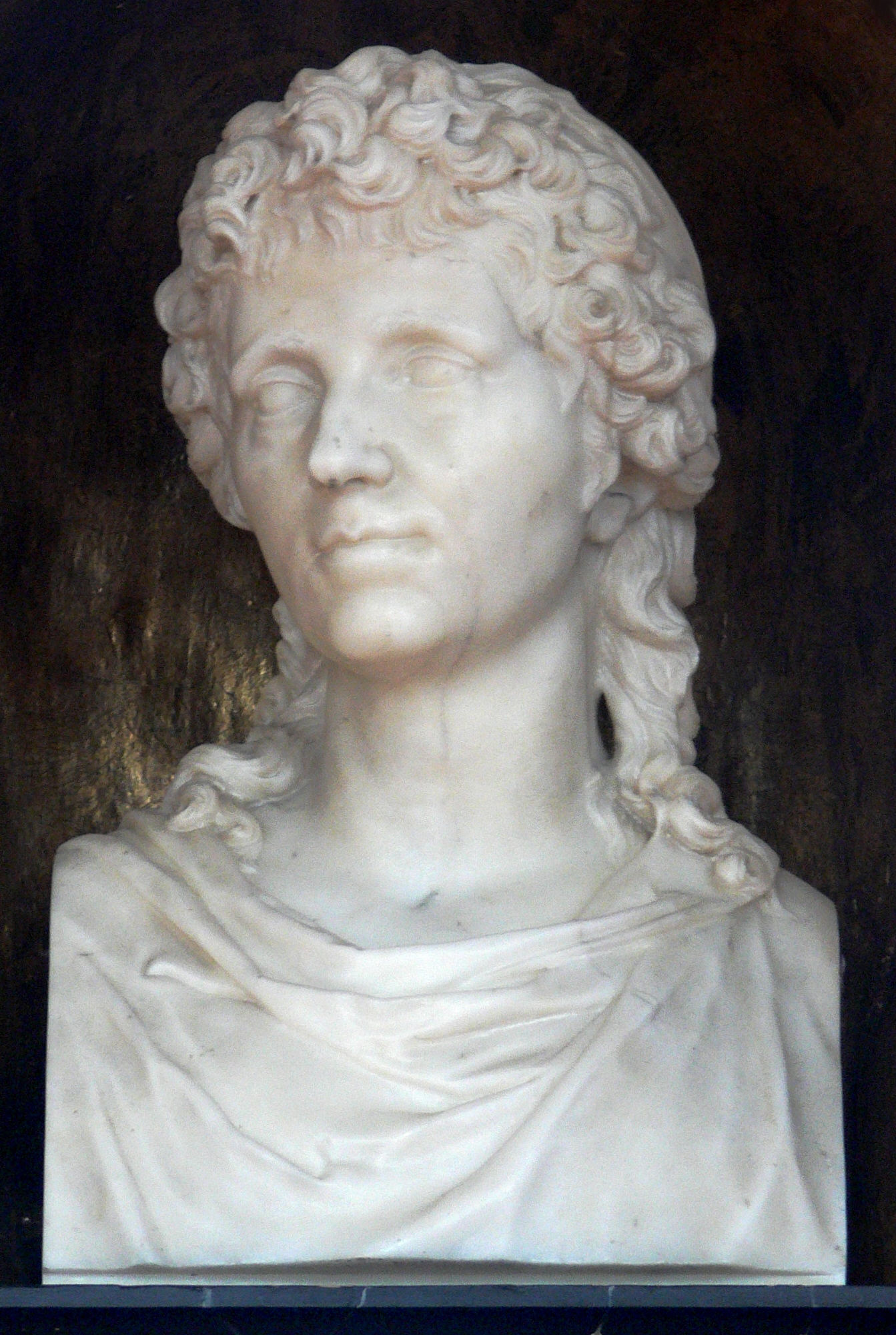
Büste Angelika Kauffmann
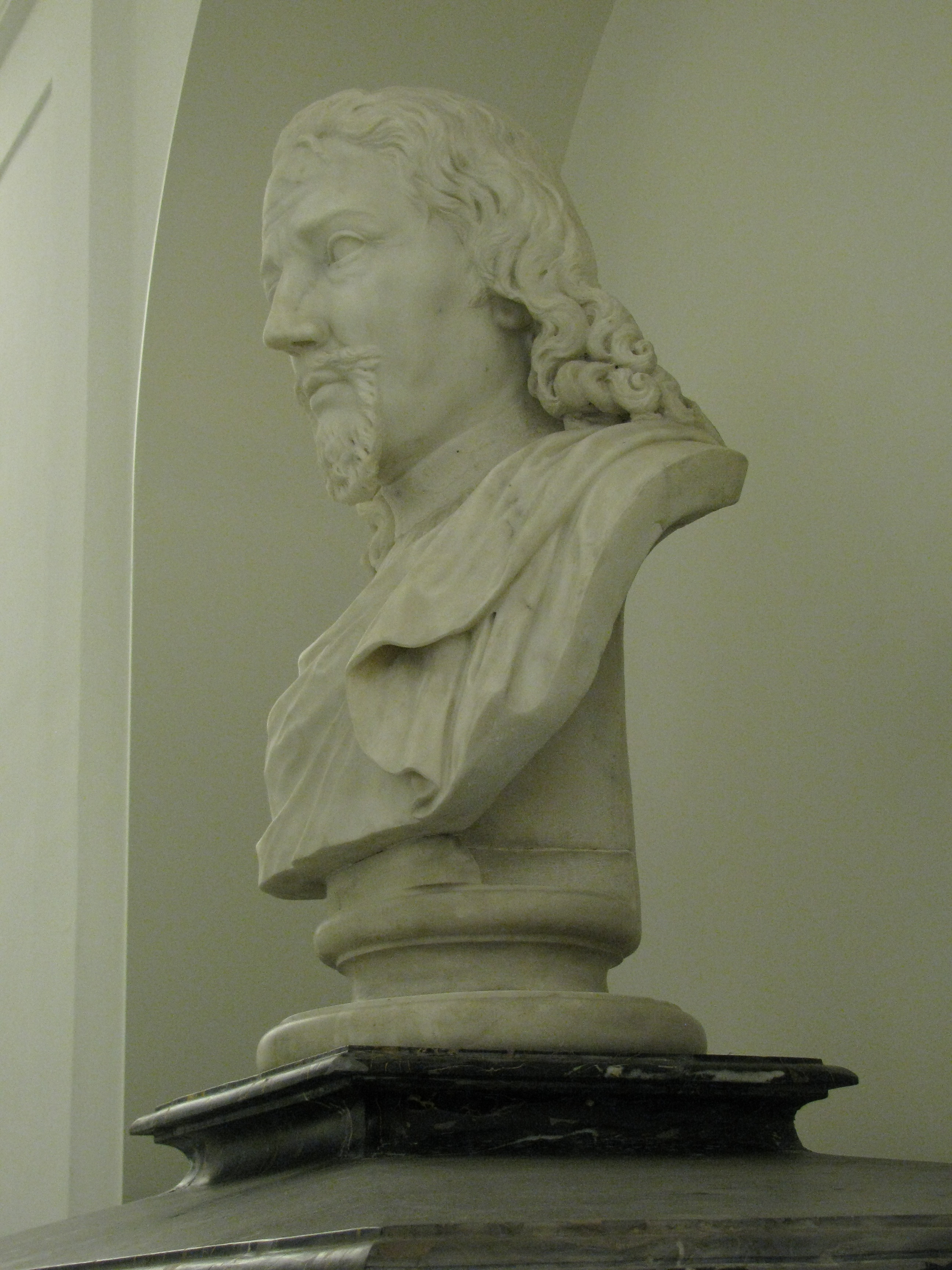
Büste Anton Günther von Oldenburg

## Belege
1. ↑  John Hewetson: Christopher Hewetson, Sculptor. In: Notes and Queries. 13. Oktober 1906, S. 285–286 (Textarchiv – Internet Archive).
2. ↑  John Nost the Younger dia.ie.
3. ↑  Richard Baldwin 1717 – 1758 (c.1668 – 1758) tcd.ie.
4. ↑  Trinity College;Monument to Dr Baldwin courtauldprints.com.
5. ↑  Ralph Hennings, Torben Koopmann: St. Lamberti-Kirche in Oldenburg. Berlin/München 2011, S. 64 f.; Torben Koopmann: Wo ist das Grab von Graf Anton Günther? Anmerkungen zur Geschichte der Grablege des letzten Grafen von Oldenburg und Delmenhorst in der St. Lamberti-Kirche zu Oldenburg, in: Ralph Hennings (Hg.): Die Suche nach Graf Adolf von Nassau und die gräfliche Grablege in Oldenburg (Oldenburger Forschungen N. F., Band. 40), Oldenburg 2024, S. 385–433, hier v. a. S. 388–397.

| Personendaten    | Personendaten             |
| ---------------- | ------------------------- |
| NAME             | Hewetson, Christopher     |
| KURZBESCHREIBUNG | irischer Bildhauer in Rom |
| GEBURTSDATUM     | um 1739                   |
| GEBURTSORT       | Thomastown                |
| STERBEDATUM      | 1798                      |
| STERBEORT        | Rom                       |